# عملیات سامرا
عملیات سامرا (انگلیسی: Battle of Samarra) یا نبرد سامرا این عملیات نظامی که با نام عملیات باتون روژ نیز شناخته می‌شود، در سال ۲۰۰۴ در جریان جنگ عراق انجام شد. شهر سامرا در مرکز عراق، اندکی پس از آنکه شورشیان کنترل فلوجه و رمادی را به دست گرفتند، به کنترل شورشیان درآمد. در آماده‌سازی برای حمله‌ای برای بازپس‌گیری فلوجه، در ۱ اکتبر، ۵۰۰۰ سرباز آمریکایی و عراقی به سامرا حمله کردند و پس از سه روز جنگ، شهر را تصرف کردند.